# Томас Віллінг
Томас Віллінг (англ. Thomas Willing) (19 грудня 1731 - 19 січня 1821) — американський комерсант і фінансист, делегат Континентального конгресу від штату Пенсільванія.

## Біографія
Томас Віллінг народився у Філадельфії. Його батько Чарльз Уіллінг (англ. Charles Willing) двічі був призначений на пост Мера міста Філадельфія. Його мати Енн Шиппен (англ. Anne Shippen) була онучкою Едварда Шиппена (англ. Edward Shippen), що був другим мером Філадельфії.
Томас закінчив підготовче навчання в місті Бат (англ. Bath), Англія. Потім він продовжив навчання в Лондоні у внутрішньому храмі (внутрішня Церква). В 1749 році Томас вертається назад у Філадельфію, де він бере участь у торговельних операціях, у партнерстві з Робертом Моррисом (англ. Robert Morris) до 1793 року.

## Політична кар'єра
У 1755 році був членом муніципальної ради. В 1759 році Томас стає членом міського управління. У жовтні 1959 року стає членом міського суду. Пізніше, 28 лютого 1761 року, стає суддею з цивільних справ.
У 1763 році Віллінг стає мером Філадельфії. В 1767 році Асамблея Пенсільванії, за згодою/схвалення губернатора Томаса Пенна (англ. Thomas Penn), уповноважила Томаса у Верховному суді (тільки як юриста). Він сидів нарівні й разом за одним столом зі світовими суддями (судді окружних судів) у системі судів Nisi Prius.
Пізніше губернатор Пенн призначає в посаді суддів Верховного суду Джона Лоуренса (англ. John Lawrence) і Томаса Віллінга. На даній посаді Т.Уіллінг прослужив до 1767 року. Останній рік служив під колоніальним урядом.
В 1774 році стає членом комітету кореспонденції й членом комітету безпеки в 1775 році, прослуживши в колоніальній палаті представництв.
Як член Континентального конгресу в 1775-ому і 1776-ому роках він проголосував проти Декларації незалежності. Пізніше, однак, він пожертвував 5000 фунтів стерлінгів на поставку революційної справи.

## Банківська справа
Після війни Томас став президентом банку в Північній Америці (1781—1792 р.), що передувала Джону Ніксону (англ. John Nixon). Пізніше Томас стає першим президентом Першого Банку Сполучених Штатів протягом періоду з 1791 по 1807 р.
У серпні 1807 року він переніс легкий інсульт (параліч), і він пішов у відставку за станом здоров'я як президент банку в листопаді 1807 року.

## Родина
В 1763 році Томас Віллінг був з'єднаний узами шлюбу з Енн Мак-Колл (англ. Anne McCall). У них було тринадцять дітей. Їхня старша дочка, Енн Уиллинг була відомою світською левицею й вийшла заміж за одного з найбагатших людей в Америці на той час, за Вільяма Бингхема (англ. William Bingham). Її молодші сестри вийшли заміж за Вільяма Джексона (англ. William Jackson), Генрі Клаймера (англ. Henry Clymer), Томаса Уіллинга Френсиса (англ. Thomas Willing Francis) (за двоюрідного брата), і Ричарда Пітерса (англ. Richard Peters).
Помер у 1821 році, у віці 89 років, у Філадельфії, де він був похований у могильнику Церкви Христа.